# Aalapot
Aalapot es un pueblo ubicado en el distrito de Katmandú, provincia de Bagmati, Nepal.

## Superficie
Cuenta con una superficie de 1,470 kilómetros cuadrados.

## Demografía
Datos hasta 2015
- Población: 5612 habitantes.[5]
- Densidad de población: 3,819 habitantes por kilómetro cuadrado.[5]
- Población masculina: 2779 (49,5%).[5]
- Población femenina: 2833 (50,5%).[5]